# 村田純一
村田 純一（むらた じゅんいち、1948年10月25日 - ）は、日本の哲学者。東京大学大学院総合文化研究科名誉教授。専門は、現象学・知覚論・心身問題・科学哲学・技術哲学。

## 略歴
兵庫県生まれ。武蔵高等学校卒業。1972年東京大学教養学部教養学科科学史・科学哲学分科卒業。1974年同大学院理学研究科科学史専攻修士課程修了。1977－1979年西ドイツ・ケルン大学留学、1980年東京大学博士後期課程中退、1991年東大教養学部助教授、1997年教授。2011年退任、立正大学文学部哲学科教授。2017年同大大学院文学研究科長。2019年同大定年退職。

## 研究内容・業績
科学哲学、技術哲学から、心理学、生態学、現象学までにわたる、幅広い論稿、訳書がある。
1996年頃から、日本で初めて「生態学的現象学(Ecological Phenomenology)」という言葉を使用した人物である。

## 評価
哲学者の丹羽一晃は、未翻訳の欧米における生態現象学についての先行研究をまとめた論文の中で、村田を「日本において、生態現象学(生態学的現象学)について論じている代表的な研究者」であると位置付けている。ただし、欧米のものとは違う文脈から論じられていることも指摘されている。

## 著書
- 『知覚と生活世界 知の現象学的理論』東京大学出版会 1995
- 『色彩の哲学』岩波書店（双書現代の哲学）2002
- 『技術の倫理学』丸善（現代社会の倫理を考える 第13巻）2006
- 『「わたし」を探険する』岩波書店（双書哲学塾）2007
- 『技術の哲学』岩波書店「岩波テキストブックス」2009／講談社学術文庫 2023
- 『味わいの現象学　知覚経験のマルチモダリティ』ぷねうま舎 2019

### 共編著
- 『心理学の哲学』渡辺恒夫、高橋澪子共著 北大路書房 2002
- 『共生のための技術哲学 「ユニバーサルデザイン」という思想』（編）未來社 2006
- 『知の生態学的転回 第2巻 技術 身体を取り囲む人工環境』編　東京大学出版会 2013

## 翻訳
- エルマー・ホーレンシュタイン『認知と言語 現象学的探究』 産業図書 1984
- ハインリヒ・ロムバッハ『現象学の展望』新田義弘共編訳、国文社 1986（アウロラ叢書）
- アドルフ・グリュンバウム『精神分析の基礎 科学哲学からの批判』 産業図書 1996
- エドワード・S.リード『魂から心へ 心理学の誕生』染谷昌義・鈴木貴之共訳、青土社 2000。講談社学術文庫 2020